# Renato Galeazzi
Renato Galeazzi (Ancona, 22 ottobre 1945) è un medico e politico italiano.

## Biografia
Nel 1970 si laurea all'università di Bologna ed inizia la sua carriera di medico. In seguito consegue le specializzazioni in gastroenterologia e in malattie infettive prima a Modena e poi negli Stati Uniti a New York. Nel 1989 diventa primario all'ospedale regionale di Ancona. Sposato, con due figli.
Eletto sindaco di Ancona in occasione delle amministrative del giugno 1993 e confermato alle amministrative del 1997, rassegna le dimissioni nel marzo 2001. Presidente regionale dell'associazione nazionale comuni d'Italia dal 1993 al 2001.
Viene eletto nel 2001 deputato per la XIV legislatura nelle file dei Democratici di Sinistra, confermato per la XV Legislatura (2006) nel partito dell'Ulivo.
Alle elezioni amministrative del 2009 si è presentato nuovamente come candidato sindaco alla città di Ancona sostenuto dalla lista civica "Renato Galeazzi, il sindaco" ed ha ottenuto l'8,21% delle preferenze.
Il 30 giugno 2009 la Procura Generale della Repubblica di Ancona lo accusa, assieme all'ex sindaco Fabio Sturani, dei reati di concussione e malversazione ai danni della società per la raccolta dei rifiuti "Anconambiente". Il 14 ottobre 2010 si conclude il processo a giudizio abbreviato ed il GUP proscioglie Galeazzi per non aver commesso il fatto. L'8 novembre 2012 la Corte d'appello conferma l'assoluzione.